# Linux Security Modules
Linux Security Modules (LSM) – framework dla jądra linuksa pozwalającym na wprowadzanie wielu różnych modeli bezpieczeństwa unikając zarazem faworyzowania jednego z nich. Framework udostępniany jest na licencji GNU/GPL i jest standardowo zaimplementowany w jądrach 2.6.